# Еспрел
Еспрел (фр. Esprels) је насељено место у Француској у региону Франш-Конте, у департману Горња Саона.
По подацима из 2011. године у општини је живело 705 становника, а густина насељености је износила 47,6 становника/km².

## Демографија
| 1962. | 1968. | 1975. | 1982. | 1990. | 2011. |
| ----- | ----- | ----- | ----- | ----- | ----- |
| 568   | 584   | 608   | 596   | 631   | 705   |